# تشارلز مارشال (لاعب كريكت بريطاني)
تشارلز مارشال (1 أكتوبر 1863 - 20 نوفمبر 1948) (بالإنجليزية: Charles Marshall)‏ هو لاعب كريكت بريطاني.